# Лочег
Лочег — река в России, протекает в Нагорском районе Кировской области. Устье реки находится в 5,1 км по правому берегу реки Вобловица. Длина реки составляет 21 км.
Исток реки находится у деревни Гогли (Чеглаковское сельское поселение). Река течёт на северо-восток и восток, русло сильно извилистое. Притоки — Гаревка, Горевушка (правые). Населённых пунктов на берегах нет. Впадает в Вобловицу в 10 км к юго-западу от посёлка Нагорск.

## Данные водного реестра
По данным государственного водного реестра России относится к Камскому бассейновому округу, водохозяйственный участок реки — Вятка от истока до города Киров, без реки Чепца, речной подбассейн реки — Вятка. Речной бассейн реки — Кама.
Код объекта в государственном водном реестре — 10010300212111100031433.